# 드림 (유튜버)
드림(Dream, 클레이, Clay, 1999년 8월 12일 ~ )는 주로 마인크래프트 콘텐츠 제작으로 유명한 미국 유튜버, 트위치 스트리머 및 가수이다.
드림은 2014년부터 온라인에서 활동해 왔지만 2019년 유튜브 '마인크래프트 맨헌트' 시리즈를 공개하면서까지 큰 인기를 얻지 못했다. 드림은 또한 마인크래프트 스피드런으로 주목을 받았다. 그러나 그의 기록 중 일부는 부정 행위의 증거로 인해 폐기되었으며 나중에 드림은 우연히 이러한 행위를 했다고 주장했다. 역할극에 참여하는 콘텐츠 제작자가 출연하는 드림의 초대 전용 서바이벌 멀티플레이어(SMP) 마인크래프트 서버인 드림 SMP에서 제작된 콘텐츠도 상당한 관심과 호평, 대중적인 팬덤을 끌어 모았다.
2023년 8월 12일 현재 그의 7개 유튜브 채널은 총 4,351만 명 이상의 구독자와 36억 6천만 회 이상의 조회수를 기록했으며, 그의 두 트위치 채널은 총 737만 명의 팔로어와 1,901만 조회수를 기록했다. 유튜브는 2020년과 2021년 모두 드림에게 스트리미 어워드를 게임 부문으로 수여했다. 드림은 6년 동안 동영상에 숨겨져 있던 이후 2022년 10월 2일 처음으로 얼굴을 공개했다. 그러나 부정적인 반발로 인해 그는 다시 다수의 얼굴 없는 창작자가 되어 콘텐츠와 외모에 가면을 쓰는 것을 선택했다.

## 같이 보기
- 유튜버 목록
- 스피드런